# Santa Francesca Cabrini
Santa Francesca Cabrini är en kyrkobyggnad i Rom, helgad åt den heliga Francesca Cabrini, grundare av Jesu heliga hjärtas missionssystrar. Kyrkan är belägen vid Via della Marsica i quartiere Nomentano och tillhör församlingen Santa Francesca Cabrini.
Kyrkan förestås av Marister (Società di Maria). 

## Historia
Kyrkan uppfördes åren 1956–1958 i nyrenässans efter ritningar av arkitekterna Enrico Lenti och Mario Muratori och konsekrerades den 6 december 1958 av ärkebiskop, sedermera kardinal, Luigi Traglia.
Fasaden har en monumental glasmålning i fyra sektioner, utförd av Augusto Ranocchi. Högaltarväggen har en gigantisk mosaik föreställande Jungfru Marie himmelsfärd.

## Kommunikationer
- Tunnelbanestation – Roms tunnelbana, linje  Bologna
- Busshållplats – Roms bussnät, linje 61